# QY Весов
QY Весов (лат. QY Librae) — одиночная переменная звезда в созвездии Весов на расстоянии приблизительно 1090 световых лет (около 334 парсеков) от Солнца. Видимая звёздная величина звезды — от +11,55m до +11,32m.

## Характеристики
QY Весов — эруптивная переменная звезда типа RS Гончих Псов (RS).